# Stefan Kirchler
Stefan Kirchler (* 26. Dezember 1842 in Weißenbach, Ahrntal; † ~25. Juli 1925 in Sand in Taufers) war ein Tiroler Bergführer und Hüttenwirt. Er hat zahlreiche Gipfel des Zillertaler Hauptkamms und der Rieserfernergruppe erstbestiegen.

## Leben
Stefan Kirchler (vulgo Gröber-Steffl oder Steffeler) wurde 1842 am Gröbnerhof in Weißenbach geboren. Seine erste Bergerfahrung sammelte er als Schafhirte und als Begleiter seines älteren Bruders Johann, der als tollkühner Gämsenjäger bekannt war.
1874 wurde Kirchler behördlich autorisierter Bergführer des Deutschen und Österreichischen Alpenvereins.
Mit seinen Gästen beging er unzählige Hochtouren in den Zillertaler Alpen und in der Rieserfernergruppe, aber auch in den Dolomiten. Dabei gelangen ihm zahlreiche Erstbesteigungen und Erstbegehungen. Einige Male war Kirchler auch in den Ötztaler Alpen und in der Schweizer Alpen unterwegs.
Im Jahr 1887 wurde ihm von der alpinen Gesellschaft "Altenberger" in Wien die "Fünf-Dukaten-Prämie" inklusive Ehrendiplom zuerkannt. Diese Auszeichnung für verdiente Bergführer ging im Laufe der Jahre an namhafte Führer wie Michael Innerkofler, Johann Niederwieser (Stabeler) und Hans Pinggera.
Ab den 1890er Jahren bewirtschaftete Stefan Kirchler die Chemnitzer Hütte am Nevesjoch.
Stefans Bruder Johann Kirchler gilt als Erstbesteiger des Turnerkamp. Stefans Söhne Hans und Georg waren ebenfalls gefragte Bergführer.

## Besteigungen (Auswahl)
- 1874: Erstbesteigung der Dritten Hornspitze (3254 m) mit Karl und Josef Daimer[9]
- 1874: Erstbesteigung der Trippachspitze (3271 m), ein Nebengipfel des Großen Löfflers, mit A. Weigelin[10]
- 1875: Erstbesteigung der Keilbachspitze (3094 m) mit Theodor Harpprecht, Karl und Josef Daimer[11]
- 1876: erste touristische Besteigung der Schwarzen Wand (3105 m) mit Bartholomäus Außerhofer, Viktor Sieger,  A. von Lemmen, Karl, Rudolf, Eduard und J. Daimer[12]
- 1876: Erstbesteigung der Westlichen Floitenspitze (3195 m) mit Moritz von Déchy[13]
- 1877: Erstbesteigung des Großen Fensterlekofels (3171 m) mit Viktor Sieger[14]
- 1877: Erstbesteigung der Wildgerlosspitze (3280 m) mit Viktor Sieger[15]
- 1878: Erstbesteigung der Hochfernerspitze (3470 m) mit Reinhold Seyerlen und Johann Niederwieser (Stabeler)[16]
- 1878: erste touristische Besteigung der Großen Windschar (3041 m) mit Reinhold Seyerlen[17]
- 1878: Erstbesteigung des Magerstein (3273 m) mit Reinhold Seyerlen und Professor Reuschle[18]
- 1878: erste touristische Besteigung der Wollbachspitze (3209 m) mit Reinhold Seyerlen[19]
- 1880: Erstbesteigung der Napfspitze (3144 m) mit Reinhold Seyerlen[20]
- 1882: Erstbesteigung der Drei Könige (2727 m) zwischen Floitengrund und Stillupgrund mit August Katzer[21]
- 1886: Erstbesteigung der Verpeilspitze (3423 m) mit Theodor Petersen, Anna Voigt, Josef Penz und Johann Praxmarer[22]